# TERYT
TERYT (Repartição Nacional de Registro Oficial Territorial, em polonês: Krajowy Rejestr Urzędowy Podziału Terytorialnego Kraju) é o registro oficial da divisão territorial da Polônia realizado pelo Instituto Central de Estatísticas (Główny Urząd Statystyczny, GUS). 
Ele foi introduzido pelo Conselho de Ministros, lei de 15 de dezembro de 1998, publicada no Diário Oficial da República da Polônia (Dziennik Ustaw - Dz. U.) nº 157, item 1031. 

## Sistemas componentes
- Identificação e nome da divisão administrativa TERC10
- Identificação e nome da aldeia SIMC10
- Divisões estatísticas e censo distrital BREC10
- Identificação de endereço de ruas, imóveis, edifícios e habitação NOBC10.

## Aplicação
O registro de identificação TERYT constitui um sistema obrigatório, de padrão internacional, usado para a identificação, pela autoridade territorial, dos registros oficiais e sistemas de informação do Governo, e utilizados em outros registros e sistemas relacionados com as unidades territoriais para permitir a integração dos dados recolhidos nestes sistemas. Eles podem ser usados total ou parcialmente, dependendo das necessidades do registro ou do sistema. 
Ao mesmo tempo, desenvolvem e apresentam a evolução socio-econômica no cruzamento de diferentes graus de detalhamentos, a saber:
- voivodias, condados, comunas
- distritos e bairros das comunas urbanas
- Divisões estatísticas e censos regionais,
- Dados colhidos em registros de terrenos e edifícios
- Zonas urbanas e ruas

bem como em distintas cidades e zonas rurais.

## Compartilhamento de dados de registro
Os dados e registros TERYT da área de uma região administrativa recolhidos pelos gabinetes estatísticos são fornecidos pelo presidente do GUS, sob a forma de: 
- Extratos de coletas de informações (em papel ou eletrônico): 
  - sistema de identificação e os nomes das subdivisões,
  - sistema de identificação de nomes locais,
  - sistema estatístico e censos regionais,
  - sistema de identificação de endereços, propriedades, edifícios e habitações,
  - diretório central de ruas,
- Gráficos estatísticos e mapas com as divisões administrativas.

### Acesso à Internet
As pesquisas nas bases de dados do Instituto Central de Estatísticas - GUS podem ser realizadas pela Internet em TERYT, a base de dados contém a estrutura da divisão administrativa das comunas, as ruas das cidades e seus correspondentes identificadores.